# Todo es ahora
Todo es ahora es el sexto álbum de estudio del músico español Manolo García, publicado por la compañía discográfica Sony Music en noviembre de 2014. El álbum, grabado entre Nueva York y Avinyonet de Puigventós, Gerona con músicos como Zachary Alford (batería), Earl Slick (guitarra) y Gerry Leonard (guitarra), fue precedido del lanzamiento del sencillo «Es mejor sentir» el 22 de septiembre.
Tras su publicación, Todo es ahora alcanzó el segundo puesto en las listas de discos más vendidos de España y vendió más de 80 000 copias en un mes, por lo que fue certificado doble disco de platino por Promusicae.
Se publicó en formato doble CD, doble vinilo y descarga digital.

## Lista de canciones

### Edición en CD
Todas las canciones escritas y compuestas por Manolo García. 
| N.º   | Título                                                 | Duración |  |
| 1.    | «Caminaré»                                             | 3:54     |  |
| 2.    | «Campanas de libertad»                                 | 3:45     |  |
| 3.    | «Es mejor sentir»                                      | 3:40     |  |
| 4.    | «Pan de oro»                                           | 4:10     |  |
| 5.    | «Arrastré la noche»                                    | 4:00     |  |
| 6.    | «Subo escalas, bajo escalas»                           | 3:52     |  |
| 7.    | «Esta noche he soñado con David Bowie»                 | 3:02     |  |
| 8.    | «El club de los amantes desairados»                    | 3:50     |  |
| 9.    | «Canción del solitario que se reconcilió con el mundo» | 4:11     |  |
| 10.   | «Volveremos a encontrarnos»                            | 2:24     |  |
| 11.   | «Irma, dulce Irma»                                     | 4:08     |  |
| 12.   | «Todo es ahora»                                        | 3:49     |  |
| 13.   | «Es tiempo de retornar»                                | 4:26     |  |
| 14.   | «Exprimir la vida»                                     | 3:05     |  |
| 52:16 |                                                        |          |  |

| Bonus CD Maquetas (Edición Especial Limitada) |                                                                  |          |  |
| N.º                                           | Título                                                           | Duración |  |
| 1.                                            | «No volviste más» (Maqueta inédita)                              | 3:53     |  |
| 2.                                            | «Busco cielos» (Maqueta inédita)                                 | 5:27     |  |
| 3.                                            | «Dejando vivir» (Maqueta inédita)                                | 3:59     |  |
| 4.                                            | «Deja que me ría» (Maqueta inédita)                              | 3:26     |  |
| 5.                                            | «Caminaré» (Maqueta)                                             | 3:49     |  |
| 6.                                            | «Campanas de libertad» (Maqueta)                                 | 3:01     |  |
| 7.                                            | «Es mejor sentir» (Maqueta)                                      | 3:57     |  |
| 8.                                            | «Pan de oro» (Maqueta)                                           | 4:05     |  |
| 9.                                            | «Subo escalas, bajo escalas» (Maqueta)                           | 3:38     |  |
| 10.                                           | «Esta noche he soñado con David Bowie» (Maqueta)                 | 3:10     |  |
| 11.                                           | «El club de los amantes desairados» (Maqueta)                    | 3:59     |  |
| 12.                                           | «Canción del solitario que se reconcilió con el mundo» (Maqueta) | 3:56     |  |
| 13.                                           | «Irma, dulce Irma» (Maqueta)                                     | 3:27     |  |
| 14.                                           | «Todo es ahora» (Maqueta)                                        | 3:44     |  |
| 15.                                           | «Es tiempo de retornar» (Maqueta)                                | 3:56     |  |
| 57:27                                         |                                                                  |          |  |

## Posición en listas
| País   | Semanas | Semanas | Semanas | Semanas | Semanas | Semanas | Semanas | Semanas | Semanas | Semanas | Semanas | Semanas | Semanas | Semanas | Semanas | Semanas | Semanas | Semanas | Ventas | Certificación |
| País   | 1       | 2       | 3       | 4       | 5       | 6       | 7       | 8       | 9       | 10      | 11      | 12      | 13      | 14      | 15      | 16      | 17      | 18      | Ventas | Certificación |
| ------ | ------- | ------- | ------- | ------- | ------- | ------- | ------- | ------- | ------- | ------- | ------- | ------- | ------- | ------- | ------- | ------- | ------- | ------- | ------ | ------------- |
| España | 2       | 3       | 4       | 5       | 5       | 5       | 4       | 9       | 10      | 10      | 11      | 9       | 15      | 18      | 21      | 21      | 17      | 33      | 80 000 | Doble platino |